# Mycogona germanica
Mycogona germanica är en mångfotingart som först beskrevs av Karl Wilhelm Verhoeff 1892.  Mycogona germanica ingår i släktet Mycogona och familjen spinndubbelfotingar. Inga underarter finns listade i Catalogue of Life.